# Communauté urbaine d'Édéa
La Communauté Urbaine d'Edéa est une collectivité locale décentralisée qui est placée sous la tutelle du ministère de l'administration territoriale et de la décentralisation camerounaise. Elle gère les affaires locales en vue d’assurer le développement économique, social, et culturel des populations de la ville d'Edéa.

## Historique

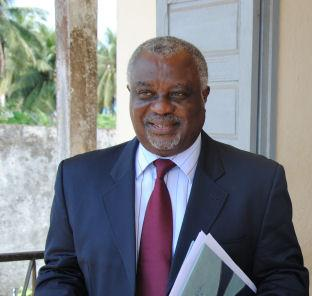
Dieudonné Nkoze, délégué du gouvernement auprès de la CUED (2007-2020

Délégation à régime spécial, Edéa a eu droit à la Communauté avec la création des communes d'arrondissement. Le premier délégué du gouvernement de la commune à régime spécial est le feu Luc Loe, suivi de Emmanuel Minoue de regretté mémoire et le dernier délégué du gouvernement avant la mise en place de la décentralisation est Dieudonné Nzoke.

## Territoire
La Communauté Urbaine d'Édéa couvre une superficie de 1 780 km2, dont 60 % sont affectées à l'activité agricole et le reste à l'activité industrielle. Son siège actuel est l'hotel de ville d'Edéa et ses limites territoriales s'étendent sur les deux communes d'arrondissement à savoir:
- Commune d'arrondissement Édéa 1er.
- Commune d'arrondissement Édéa 2e.

### Communes adhérentes
Les communes d'arrondissement qui forment la communauté urbaine d'Édéa sont :
- la commune d'arrondissement d'Édéa 1er ;
- la commune d'arrondissement d'Édéa 2e.

| Commune  | Chef-lieu | Superficie (km2) | Population (2018) | Groupements                                              |
| -------- | --------- | ---------------- | ----------------- | -------------------------------------------------------- |
| Édéa 1er | Pongo     | 1 009            | 64 761            | Édéa Ville • Bakoko Adié • Yassoukou                     |
| Édéa 2e  | Ékité     | 781              | 13 539            | Édéa Ville • Longasse • Malimba • Ndogbianga • Yassoukou |
| Édéa     |           | 1 790            | 78 330            |                                                          |

### Compétences
- Urbanisme et aménagement urbain.
- Équipement et infrastructures d'intérêt communautaire.
- Entretien de la voirie principale, éclairage public et approvisionnement en eau potable.
- Circulation et transport.
- Parcs publics et parcs de stationnement.
- Abattoirs municipaux.
- Marchés et foires.
- Musées municipaux.
- Parcs et jardins.
- Cimetières.
- Exécution des mesures foncières et domaniales ; permis de construire.
- Dénominations des rues, places et édifices publics.
- Hygiène et salubrité.
- Création, entretien et gestion des espaces verts, parcs et jardins communautaires.
- Gestion des lacs et rivières d'intérêt communautaire.
- Suivi et contrôle de la gestion des déchets industriels.
- Nettoyage des voies et espaces publics communautaires.
- Collecte, enlèvement et traitement des ordures ménagères.
- Création et gestion des centres culturels d'intérêt communautaire.
- Plans de circulation et de développement urbains pour l'ensemble du réseau.

### Budget
Le budget 2013 de la communauté urbaine d'Édéa est de 1 563 000 000 FCFA issu principalement des recettes fiscales et subventions diverses.

#### Origine des ressources
Les recettes proviennent principalement :
- des centimes additionnels communaux ;
- des recettes fiscales ;
- du produit des taxes communales ;
- du produit d’exploitation des domaines et services.

La Communauté Urbaine d'Edéa se dote d'un Plan d'Urbanisme Directeur pour une période de vingt ans. Ce précieux document de planification sera validé au mois de Décembre 2016 et sera opposable aux tiers même à l'État. Il va permettre un développement harmonieux de la ville lumière de par sa position géographique stratégique qui la met au carrefour des trois principales villes du Cameroun que sont: Douala, Yaoundé, Kribi.